# 나가사키촌 (미야기현)
나가사키촌(長崎村)은 1955년까지 일본 미야기현 구리하라군 중부에 있던 촌이다. 현재의 구리하라시 이치하사마(一迫)의 남부에 해당한다.

## 연혁
- 1889년 4월 1일 - 정촌제 시행에 수반해 구리하라군 나가사키촌이 성립하였다.
- 1955년 4월 1일 - 이치하사마정, 가네다정,  및 히메마쓰촌의 일부를 합병해 이치하사마정이 되었다.

## 참고서적
- 『미야기현 정촌 합병지』(미야기현 지방과, 1958)